# Archipiélago Melchior
El archipiélago Melchior está constituido por diversas islas e islotes de la bahía Dallmann, en los 64° S y 63° O, en la Antártida. Su denominación es en homenaje al almirante Jules Melchior de la Marina Nacional de Francia. Las temperaturas en esa zona registran un promedio de -3,6 °C. En las cercanías se encuentra el Puerto Andersen. Las islas son bajas y cubiertas por el hielo.

## Historia
El archipiélago fue descubierto por la expedición alemana de Eduard Dallmann, que arribó al lugar en 1873, con la intención de estudiar la factibilidad de efectuar pescas en la región. Al explorar efectuó importantes hallazgos, por ejemplo la bahía que hoy lleva su nombre. Está conectada con el estrecho de Gerlache a través del canal Schollaert. 
Posteriormente se comprobó que la isla Melchior estaba formada además por las islas Piedrabuena y Sobral, que componen, junto con otras, el denominado grupo oriental. El grupo occidental está constituido por 1.º de Mayo, Hermelo, Rodeada, Observatorio y otras islas e islotes, como Alberti, Huidobro, Primer Teniente López y Alzogaray.

## Reclamaciones territoriales
Argentina incluye a las islas en el departamento Antártida Argentina dentro de la provincia de Tierra del Fuego, Antártida e Islas del Atlántico Sur; para Chile forman parte de la comuna Antártica de la provincia Antártica Chilena dentro de la Región de Magallanes y de la Antártica Chilena; y para el Reino Unido integran el Territorio Antártico Británico. Las tres reclamaciones están sujetas a los términos del Tratado Antártico.
Nomenclatura de los países reclamantes:
- Argentina: archipiélago Melchior
- Chile: archipiélago Melchior
- Reino Unido: Melchior Islands